# Cirrhilabrus lubbocki
Cirrhilabrus lubbocki Randall & Carpenter, 1980 è un pesce d'acqua salata appartenente alla famiglia Labridae.

## Habitat e Distribuzione
Proviene dall'oceano Pacifico, specialmente dall'Indonesia, dalle Filippine e dalle Celebes. In genere lo si trova nelle barriere coralline a profondità che possono variare dai 4 ai 55 m.

## Descrizione
Presenta un corpo allungato, compresso lateralmente ma non particolarmente alto. La testa è appuntita. La lunghezza è di circa 8 cm mentre la livrea è molto variabile: il colore di base può variare dal rosso al violaceo, ma negli adulti dalla bocca parte una fascia arancione e gialla che copre la parte superiore della testa e il dorso. Sotto di essa ci può essere una fascia marrone scura. I giovani sono completamente arancioni con una macchia scura sul peduncolo caudale. Le pinne non sono particolarmente allungate e sono dello stesso colore del corpo. Gli occhi sono sempre rossi ed il ventre è più chiaro.

## Biologia

### Comportamento
Questo pesce vive in gruppi, e la zona in cui è più facile trovarlo mentre nuota in cerca di cibo è intorno ai 20 m di profondità.

### Alimentazione
Si nutre di zooplancton e vari invertebrati acquatici.

### Riproduzione
Come tutti i congeneri è oviparo e non ci sono cure nei confronti delle uova.

## Acquariofilia
Viene pescato raramente per gli acquari, ma tra le specie del genere Cirrhilabrus è una delle più adatte perché non è aggressivo, vive in gruppi e non supera gli 8 cm.